# Открытый чемпионат Северной Ирландии по снукеру
Открытый чемпионат Северной Ирландии по снукеру (англ. Northern Ireland Open) — профессиональный рейтинговый снукерный турнир, проводящийся с 2016 года.
29 апреля 2015 года руководитель снукера Барри Хирн объявил, что соревнование под названием Northern Ireland Open пройдет впервые в 2016 году в Белфасте, Северная Ирландия, и будет одним из четырёх турниров, входящих в серию Home Nations Series, в которую войдут также ещё три турнира — Welsh Open, English Open и Scottish Open.
Призовой фонд турнира Northern Ireland Open (2016 год) — £366 000:
- победитель — £70 000,
- финалист — £30 000,
- полуфиналисты	— £20 000.

## Победители
| Год  | Место проведения | Победитель    | Финалист        | Счёт |
| ---- | ---------------- | ------------- | --------------- | ---- |
| 2016 | Белфаст          | Марк Кинг     | Барри Хокинс    | 9:8  |
| 2017 | Белфаст          | Марк Уильямс  | Янь Бинтао      | 9:8  |
| 2018 | Белфаст          | Джадд Трамп   | Рони О’Салливан | 9:7  |
| 2019 | Белфаст          | Джадд Трамп   | Рони О’Салливан | 9:7  |
| 2020 | Милтон-Кинс      | Джадд Трамп   | Рони О’Салливан | 9:7  |
| 2021 | Белфаст          | Марк Аллен    | Джон Хиггинс    | 9:8  |
| 2022 | Белфаст          | Марк Аллен    | Чжоу Юэлун      | 9:4  |
| 2023 | Белфаст          | Джадд Трамп   | Крис Уэйклин    | 9:3  |
| 2024 | Белфаст          | Кайрен Уилсон | Джадд Трамп     | 9:3  |

В сезоне 2016/17 Джон Хиггинс в квалификационном раунде выиграл у Сэма Крэйги 4:1, сделав в последнем фрейме свой восьмой в карьере  максимальный брейк.